# Caddie (entreprise)
Pour les articles homonymes, voir Caddy.
Ateliers réunis Caddie est une ancienne société française fabriquant des chariots de supermarché et divers aménagements de magasins et équipements en fil métallique. Le mot « caddie » est par antonomase entré dans le langage courant pour désigner un chariot de supermarché mais aussi le petit chariot individuel pour faire les courses, bien que l'entreprise intervienne régulièrement pour s'opposer à ce que le nom de ses produits soit utilisé comme tel.

## Historique

### AuXXesiècle
L'entreprise est fondée en 1928 par Raymond Joseph et son frère sous le nom « Ateliers réunis » et fabrique des mangeoires pour les poussins et des articles de ménage en fil métallique.
En 1957, à Schiltigheim, elle se concentre sur la production et la vente de chariots de supermarché en acier à la suite de la suggestion d'un neveu des fondateurs, Marc Joseph qui en avait fait l'observation aux États-Unis. Ces chariots sont dénommés « Caddie », en référence à la voiturette des golfeurs (« caddie cart »). La marque caddie est déposée en 1957 en France puis dans plus de 75 pays. La société familiale prend le nom de Ateliers réunis Caddie. 
Caddie équipe en chariots de courses le premier supermarché de France, Express Marché, ouvert en 1958 à Rueil-Malmaison par le succursaliste rémois Goulet-Turpin. 
Un deuxième site de production de ces chariots est créé à Drusenheim en 1973. Spécialisé dans la production de chariots libre-service, il est entièrement robotisé et occupe 30 000 m2 couverts.
Pendant des décennies l'entreprise est très rentable, car elle est seule sur ce marché en Europe,. Ceci dure jusqu'au milieu des années 1990, période pendant laquelle un plus petit concurrent, Wanzl, la dépasse à la suite d'un manque d'investissement,.

### AuXXIesiècle
Des filiales de production sont créées en Chine en 2001, au Portugal en 2004.
En mai 2003, Ateliers réunis Caddie participe à l'augmentation de capital de 3 millions d'euros de sa filiale de fabrication de roues et roulettes, Guitel, qui est déficitaire. Sa participation passe de 49,9 % à 78,4 % du capital. En novembre 2004, la filiale ne s'est pas redressée et est cédée en totalité pour un euro.
En 2009, l'héritière, Alice Joseph-Deppen, qui détient 67 % du capital tente de mettre en vente l'entreprise.
En pertes depuis plusieurs années, l'entreprise familiale est mise en redressement judiciaire le 5 mars 2012. Elle est reprise par le groupe Altia, qui ferme le site de Schiltigheim et regroupe la production française à Drusenheim.
Son siège social est transféré de Schiltigheim à Drusenheim en 2012.
Malgré un refinancement par Bpifrance, le groupe Altia fait faillite à l'été 2014 et est démantelé. Une seule offre propose de reprendre Caddie, elle est présentée par Stéphane Dedieu l'ancien PDG avant l'intégration au groupe Altia. Une nouvelle société Les Ateliers Réunis est créée.
En 2016, l'entreprise connaît plusieurs commandes massives en provenance de pays du Golfe (d'Arabie saoudite principalement) et réembauche une centaine de salariés (105 des 128 salariés) qui avaient été licenciés en 2014. Cette progression constante lui a permis de racheter le site de l'entreprise Electropoli dans la zone industrielle de Dettwiller. Après des mois de travaux, les premiers chariots commencent à sortir de la nouvelle usine.
10 millions d'euros de travaux ont été réalisés sur le site. Anciennement sous-traitée, la peinture est désormais faite sur place. De quoi intégrer les 74 ex salariés d'Electropoli, spécialisés dans le traitement de pièces autos. Ils ont suivi une formation de 8 mois pour pouvoir intégrer le processus de production.
Au total, 120 salariés travaillent sur le site en plus des 120 présents à Drusenheim. Cette reprise s'explique principalement par les apports en capital : 6 millions d'euros dont principalement le soutien de BpiFrance (1 million d'euros), la Caisse d'épargne (700 000 euros) et de la région Alsace (300 000 euros).
L'entreprise exporte ses chariots dans 120 pays et réalise un chiffre d'affaires de 26 000 000 d'euros en 2016.
En novembre 2018, Caddus filiale du premier fabricant européen de chariots de magasins, la société polonaise Damix entre au capital des Ateliers Réunis Caddie à hauteur de 70 %. Les 30 % restent à Stéphane Dedieu (via le holding Skade Management), le distributeur Italien Bertholdi, et le groupe allemand ShopBox,,.
En 2020, le siège de l'entreprise est transféré à Dettwiller, le site de Drusenheim fermant ses portes.
En 2021, un 3e plan social est mis en œuvre.
Le 3 janvier 2022, l'entreprise Caddie annonce avoir une trésorerie à sec et déposer le bilan. Elle est placée en redressement judiciaire le lendemain.
Le projet de reprise porté par Pascal Cochez, président du Groupe Cochez, est validé par le tribunal de commerce le 22 mars 2022. Le groupe Cochez devient majoritaire à hauteur de 66 %. Pour compléter l’actionnariat, il s’est associé à un pool d’actionnaires minoritaires détenant 34 %, qui pour la plupart travaillent avec Caddie depuis de nombreuses années, menant à la création de Caddie S.A.S.
Le 28 mai 2024, l'entreprise est de nouveau placée en redressement judiciaire. Trois jours plus tard, la direction annonce qu'une importante restructuration va avoir lieu, provoquant ainsi la suppression de nombreux emplois. Le 16 juillet, l'entreprise qui employait encore 110 salariés est mise en liquidation par le tribunal de Saverne (Bas-Rhin), faute de repreneur.

## Utilisation du nom
Aujourd'hui, le nom « caddie » est couramment utilisé pour désigner tous les types de chariots en fil métalliques, quelle que soit leur marque. Il s'agit d'un cas particulier d'antonomase du nom propre. Cet usage est cependant risqué, car le nom a été déposé par la société « Les Ateliers réunis Caddie SAS », qui possède donc la propriété intellectuelle de la marque, et fait régulièrement valoir ses droits. Elle a notamment obtenu à plusieurs reprises la condamnation de journaux pour un tel usage (Le Figaro, Libération…). Dans cette utilisation, il convient de mettre une majuscule : Caddie.

## Chiffres clés
|                         | 1990 | 1995 | 1997 | 2003 | 2006 | 2011 | 2012                      | 2014 | 2015   | 2016    | 2017  | 2018     | 2019     | 2020     |
| ----------------------- | ---- | ---- | ---- | ---- | ---- | ---- | ------------------------- | ---- | ------ | ------- | ----- | -------- | -------- | -------- |
| Chiffre d'affaires (M€) |      | 76   |      | 69   | 110  | 85   |                           | 17   | 23     | 26      | 30,6  | 30,1     | 21,1     | 15       |
| Résultat net            |      | 3 %  |      |      |      |      |                           |      | +3360€ | -101 k€ | -2 M€ | -5,52 M€ | -1,67 M€ | -1,72 M€ |
| Nombre d'employés       | 900  |      | 660  |      |      |      | 1000 (dont 500 en France) | 128  |        | 230     |       |          |          |          |

## Images

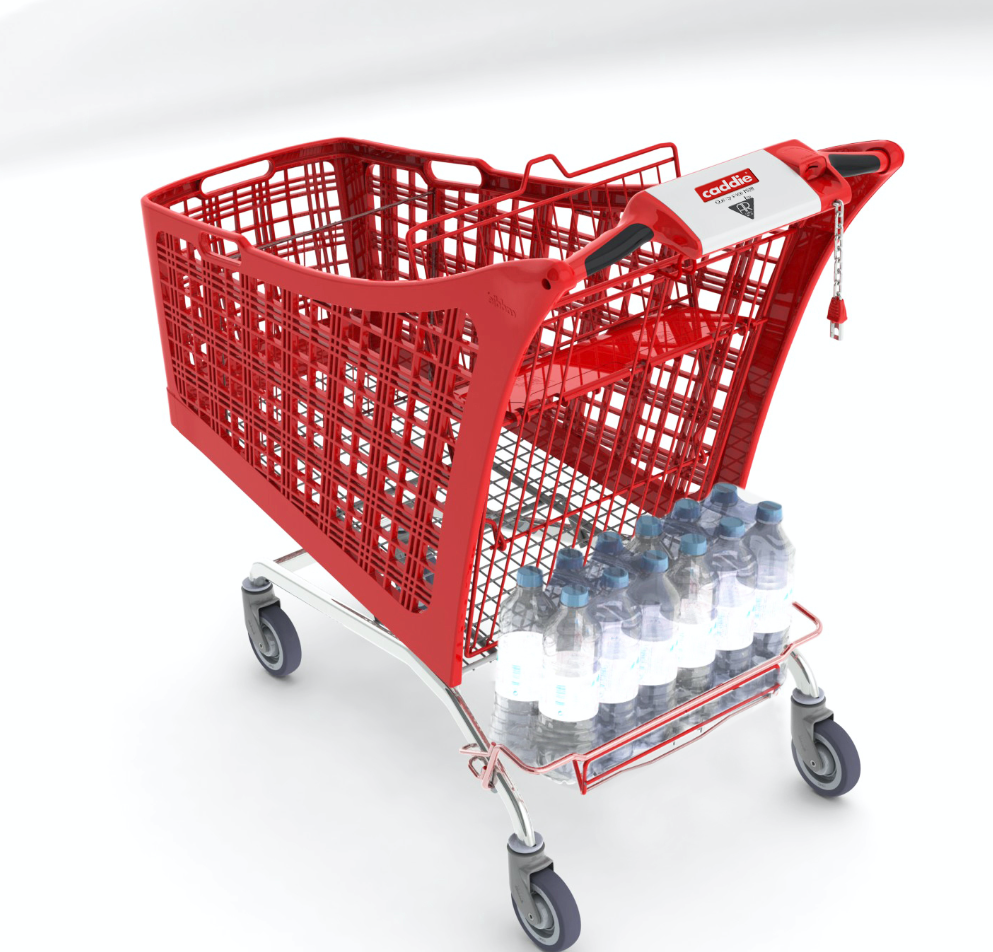
Chariot Caddie
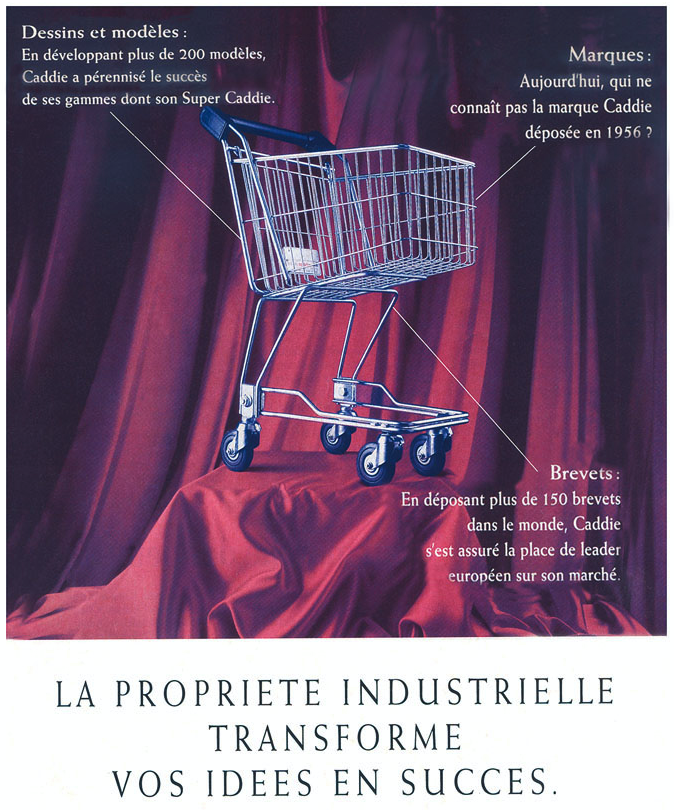
Publicité en 1980.
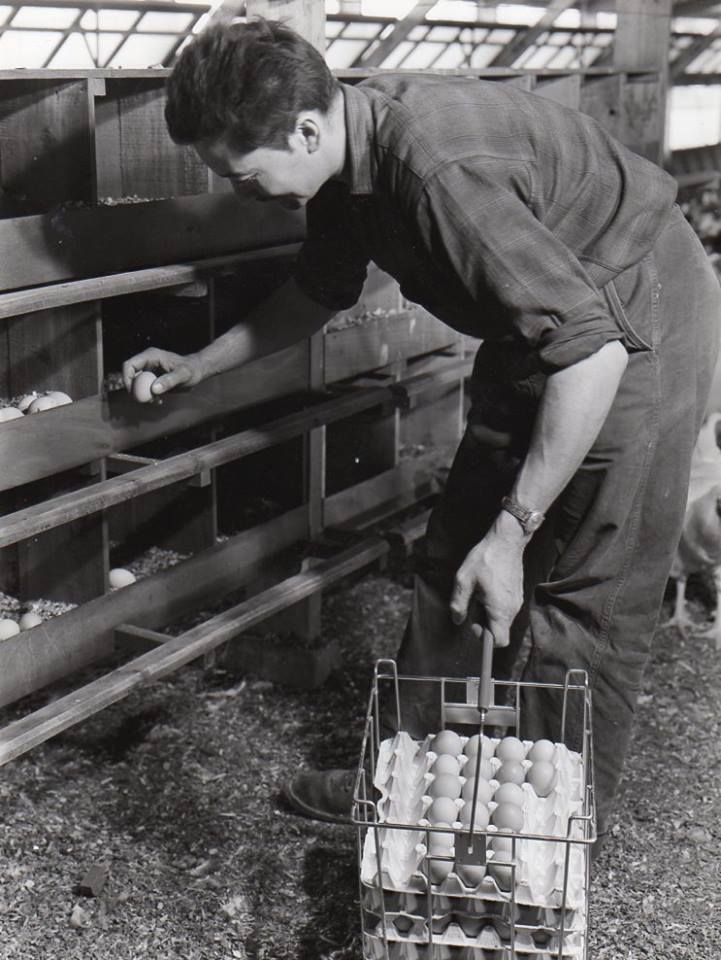
Publicité fin 1950.

## Biographie
- Maxime Durand (préf. Stéphane Dedieu), Caddie : itinéraire d'une icône française (ISBN 978-2-7491-5680-4 et 2-7491-5680-7, OCLC 1019428104)[40],[41]